# Rallye du Mexique 2017
Le Rallye du Mexique 2017 est le 3e rallye du Championnat du monde des rallyes 2017. Il se déroule normalement sur 20 épreuves spéciales mais deux spéciales seront annulées durant l'évènement. Kris Meeke et Paul Nagle, au volant d'une Citroën C3 WRC, s'adjugent le rallye malgré une sortie à haute vitesse lors de l'ultime spéciale.

## Participants
| Engagés notables | Engagés notables            | Engagés notables | Engagés notables   | Engagés notables | Engagés notables           | Engagés notables |
| no               | Engagé                      | Classe           | Pilote             | Copilote         | Voiture                    | Pneus            |
| ---------------- | --------------------------- | ---------------- | ------------------ | ---------------- | -------------------------- | ---------------- |
| 1                | M-Sport World Rally Team    | WRC              | Sébastien Ogier    | Julien Ingrassia | Ford Fiesta WRC            | M                |
| 2                | M-Sport World Rally Team    | WRC              | Ott Tänak          | Martin Järveoja  | Ford Fiesta WRC            | M                |
| 3                | M-Sport World Rally Team    | WRC              | Elfyn Evans        | Daniel Barritt   | Ford Fiesta WRC            | D                |
| 4                | Hyundai Motorsport          | WRC              | Hayden Paddon      | John Kennard     | Hyundai i20 Coupe WRC      | M                |
| 5                | Hyundai Motorsport          | WRC              | Thierry Neuville   | Nicolas Gilsoul  | Hyundai i20 Coupe WRC      | M                |
| 6                | Hyundai Motorsport          | WRC              | Dani Sordo         | Marc Martí       | Hyundai i20 Coupe WRC      | M                |
| 7                | Citroën Total Abu Dhabi WRT | WRC              | Kris Meeke         | Paul Nagle       | Citroën C3 WRC             | M                |
| 8                | Citroën Total Abu Dhabi WRT | WRC              | Stéphane Lefebvre  | Gabin Moreau     | Citroën C3 WRC             | M                |
| 10               | Toyota Gazoo Racing WRT     | WRC              | Jari-Matti Latvala | Miikka Anttila   | Toyota Yaris WRC           | M                |
| 11               | Toyota Gazoo Racing WRT     | WRC              | Juho Hänninen      | Kaj Lindström    | Toyota Yaris WRC           | M                |
| 37               | M-Sport World Rally Team    | WRC              | Lorenzo Bertelli   | Simone Scattolin | Ford Fiesta WRC            | M                |
| 12               | Eurolamp World Rally Team   | WRC              | Valeriy Gorban     | Sergei Larens    | Mini John Cooper Works WRC | M                |
| Source           |                             |                  |                    |                  |                            |                  |

| Clé   | Clé                                                                             |
| Icône | Classe                                                                          |
| ----- | ------------------------------------------------------------------------------- |
| WRC   | Engagés WRC éligibles pour marquer des points au classement constructeurs       |
| WRC   | Engagés majeurs inéligibles pour marquer des points au classement constructeurs |
| WRC   | Enregistrés pour marquer des points dans le Trophée WRC                         |

## Déroulement de l’épreuve
Le rallye a été marqué par la sortie de piste à haute vitesse du vainqueur Kris Meeke lors de l'ultime spéciale,.

## Résultats

### Classement final
| Pos.               | no                 | Pilote             | Copilote           | Équipe                      | Voiture               | Classe             | Temps              | Différence         | Points             |
| Classement général | Classement général | Classement général | Classement général | Classement général          | Classement général    | Classement général | Classement général | Classement général | Classement général |
| ------------------ | ------------------ | ------------------ | ------------------ | --------------------------- | --------------------- | ------------------ | ------------------ | ------------------ | ------------------ |
| 1                  | 7                  | Kris Meeke         | Paul Nagle         | Citroën Total Abu Dhabi WRT | Citroën C3 WRC        | WRC                | 3 h 22 min 04 s 6  | 0 s 0              | 25                 |
| 2                  | 1                  | Sébastien Ogier    | Julien Ingrassia   | M-Sport World Rally Team    | Ford Fiesta WRC       | WRC                | 3 h 22 min 18 s 4  | +13 s 8            | 22                 |
| 3                  | 5                  | Thierry Neuville   | Nicolas Gilsoul    | Hyundai Motorsport          | Hyundai i20 Coupe WRC | WRC                | 3 h 23 min 04 s 3  | +59 s 7            | 20                 |
| 4                  | 2                  | Ott Tänak          | Martin Järveoja    | M-Sport World Rally Team    | Ford Fiesta WRC       | WRC                | 3 h 24 min 22 s 9  | +2 min 18 s 3      | 15                 |
| 5                  | 4                  | Hayden Paddon      | John Kennard       | Hyundai Motorsport          | Hyundai i20 Coupe WRC | WRC                | 3 h 25 min 37 s 5  | +3 min 32 s 9      | 10                 |
| 6                  | 10                 | Jari-Matti Latvala | Miikka Anttila     | Toyota Gazoo Racing WRT     | Toyota Yaris WRC      | WRC                | 3 h 26 min 44 s 9  | +4 min 40 s 3      | 10                 |
| 7                  | 11                 | Juho Hänninen      | Kaj Lindström      | Toyota Gazoo Racing WRT     | Toyota Yaris WRC      | WRC                | 3 h 27 min 10 s 8  | +5 min 06 s 2      | 6                  |
| 8                  | 6                  | Dani Sordo         | Marc Martí         | Hyundai Motorsport          | Hyundai i20 Coupe WRC | WRC                | 3 h 27 min 27 s 3  | +5 min 22 s 7      | 5                  |
| 9                  | 3                  | Elfyn Evans        | Daniel Barritt     | M-Sport World Rally Team    | Ford Fiesta WRC       | WRC                | 3 h 30 min 46 s 4  | +8 min 41 s 8      | 2                  |
| 10                 | 30                 | Pontus Tidemand    | Jonas Andersson    | Škoda Motorsport            | Škoda Fabia R5 (en)   | WRC-2              | 3 h 32 min 56 s 5  | +10 min 51 s 9     | 1                  |
| Classement WRC-2   |                    |                    |                    |                             |                       |                    |                    |                    |                    |
| 1 (10.)            | 30                 | Pontus Tidemand    | Jonas Andersson    | Škoda Motorsport            | Škoda Fabia R5 (en)   | WRC-2              | 3 h 32 min 56 s 5  |                    | 25                 |
| 2 (11.)            | 31                 | Éric Camilli       | Benjamin Veillas   | M-Sport World Rally Team    | Ford Fiesta R5        | WRC-2              | 3 h 33 min 39 s 2  | +42 s 7            | 18                 |
| 3 (12.)            | 34                 | Benito Guerra Jr.  | Borja Rozada       | Motorsport Italia           | Škoda Fabia R5 (en)   | WRC-2              | 3 h 40 min 42 s 6  | +7 min 46 s 1      | 15                 |
| 4 (18.)            | 33                 | Pedro Heller       | Pablo Olmos        | Pedro Heller                | Ford Fiesta R5        | WRC-2              | 4 h 34 min 13 s 6  | +1 h 01 min 17 s 1 | 12                 |

### Spéciales chronométrées
| Étape   | Spéciale | Nom                        | Longueur | Vainqueur                   | Voiture                              | Temps            | Meneur du rallye |
| ------- | -------- | -------------------------- | -------- | --------------------------- | ------------------------------------ | ---------------- | ---------------- |
| Étape 1 | SS0      | Street Stage CDMX 1        | 1,57 km  | Juho Hänninen               | Toyota Yaris WRC                     | 1 min 51 s 1     | Juho Hänninen    |
| Étape 1 | SS1      | Street Stage CDMX 2        | 1,57 km  | Sébastien Ogier             | Ford Fiesta WRC                      | 1 min 44 s 8     | Juho Hänninen    |
| Étape 1 | SS2      | El Chocolate 1             | 54,90 km | Spéciale annulée            | Spéciale annulée                     | Spéciale annulée | Spéciale annulée |
| Étape 1 | SS3      | Las Minas 1                | 19,68 km | Spéciale annulée            | Spéciale annulée                     | Spéciale annulée | Spéciale annulée |
| Étape 1 | SS4      | El Chocolate 2             | 54,90 km | Kris Meeke                  | Citroën C3 WRC                       | 39 min 15 s 6    | Kris Meeke       |
| Étape 1 | SS5      | Las Minas 2                | 19,68 km | Thierry Neuville            | Hyundai i20 Coupe WRC                | 14 min 12 s 6    | Kris Meeke       |
| Étape 1 | SS6      | Street Stage Guanajuato    | 1,09 km  | Thierry Neuville            | Hyundai i20 Coupe WRC                | 57 s 3           | Kris Meeke       |
| Étape 1 | SS7      | SSS Autódromo de León 1    | 2,30 km  | Kris Meeke                  | Citroën C3 WRC                       | 1 min 40 s 0     | Kris Meeke       |
| Étape 1 | SS8      | SSS Autódromo de León 2    | 2,30 km  | Elfyn Evans                 | Ford Fiesta WRC                      | 1 min 38 s 0     | Kris Meeke       |
| Étape 2 | SS9      | Media Luna 1               | 27,42 km | Dani Sordo                  | Hyundai i20 Coupe WRC                | 17 min 01 s 4    | Kris Meeke       |
| Étape 2 | SS10     | Lajas de Oro 1             | 38,31 km | Dani Sordo                  | Hyundai i20 Coupe WRC                | 28 min 17 s 5    | Kris Meeke       |
| Étape 2 | SS11     | El Brinco 1                | 10,09 km | Thierry Neuville Kris Meeke | Hyundai i20 Coupe WRC Citroën C3 WRC | 5 min 27 s 1     | Kris Meeke       |
| Étape 2 | SS12     | Media Luna 2               | 27,42 km | Sébastien Ogier             | Ford Fiesta WRC                      | 16 min 44 s 0    | Kris Meeke       |
| Étape 2 | SS13     | Lajas de Oro 2             | 38,31 km | Kris Meeke                  | Citroën C3 WRC                       | 28 min 10 s 6    | Kris Meeke       |
| Étape 2 | SS14     | El Brinco 2                | 10,09 km | Ott Tänak                   | Ford Fiesta WRC                      | 5 min 22 s 2     | Kris Meeke       |
| Étape 2 | SS15     | SSS Autódromo de León 3    | 2,30 km  | Elfyn Evans                 | Ford Fiesta WRC                      | 1 min 37 s 5     | Kris Meeke       |
| Étape 2 | SS16     | SSS Autódromo de León 4    | 2,30 km  | Elfyn Evans                 | Ford Fiesta WRC                      | 1 min 38 s 1     | Kris Meeke       |
| Étape 2 | SS17     | Street Stage Feria de León | 1,33 km  | Sébastien Ogier             | Ford Fiesta WRC                      | 1 min 16 s 9     | Kris Meeke       |
| Étape 3 | SS18     | La Calera                  | 32,96 km | Kris Meeke                  | Citroën C3 WRC                       | 21 min 53 s 7    | Kris Meeke       |
| Étape 3 | SS19     | Derramadero (Power Stage)  | 21,94 km | Thierry Neuville            | Hyundai i20 Coupe WRC                | 12 min 13 s 9    | Kris Meeke       |

### Super spéciale
La super spéciale est une spéciale de 21,14 km courue à la fin du rallye.
| Pos. | Pilote             | Copilote         | Équipe                | Temps         | Différence | Points |
| ---- | ------------------ | ---------------- | --------------------- | ------------- | ---------- | ------ |
| 1    | Thierry Neuville   | Nicolas Gilsoul  | Hyundai i20 Coupe WRC | 12 min 13 s 9 |            | 5      |
| 2    | Sébastien Ogier    | Julien Ingrassia | Ford Fiesta WRC       | 12 min 14 s 2 | +0 s 3     | 4      |
| 3    | Ott Tänak          | Martin Järveoja  | Ford Fiesta WRC       | 12 min 17 s 7 | +3 s 8     | 3      |
| 4    | Jari-Matti Latvala | Miikka Anttila   | Toyota Yaris WRC      | 12 min 21 s 9 | +8 s 0     | 2      |
| 5    | Dani Sordo         | Marc Martí       | Hyundai i20 Coupe WRC | 12 min 23 s 7 | +9 s 8     | 1      |

## Classements au championnat après l'épreuve
|   | Pos. | Pilote             | Points |
| - | ---- | ------------------ | ------ |
| 1 | 1    | Sébastien Ogier    | 66     |
| 1 | 2    | Jari-Matti Latvala | 58     |
|   | 3    | Ott Tänak          | 48     |
|   | 4    | Dani Sordo         | 30     |
| 3 | 5    | Thierry Neuville   | 28     |

|  | Pos. | Constructeur                | Points |
|  | ---- | --------------------------- | ------ |
|  | 1    | M-Sport World Rally Team    | 103    |
|  | 2    | Toyota Gazoo Racing WRT     | 67     |
|  | 3    | Hyundai Motorsport          | 65     |
|  | 4    | Citroën Total Abu Dhabi WRT | 55     |